# Галвестон (фільм)
«Галвестон» (англ. Galveston) — американський драматичний фільм 2018 року з Беном Фостером й Ель Феннінг у головних ролях. Світова прем'єра стрічки відбулась на кінофестивалі South by Southwest 10 березня 2018 року.

## Сюжет
Новий Орлеан, 1988 рік. Найманий вбивця Рой вибігає з кабінету, до того як йому лікар встиг пояснити висновки щодо діагнозу раку легень. Рой повертається в рідне місто Галвастон, на шляху він позбавляється своїх потенційних вбивць. У будинку він виявляє полонену дівчину Роккі, яку неохоче бере з собою. Вона прохає зупинити біля будинку. Нова супутниця після пострілів повертається з маленькою дівчинкою. Роккі стверджує, що постріли були в стіну, тому ніхто не постраждав. Пізніше стає відомо, що вона вбила свого вітчима.
Роккі зізнається, що вітчим ґвалтував її, а маленька сестра — її донька. Рой вмовляє супутницю піти навчатися та кимось стати. Їх двох схоплює бос чоловіка. Згодом, Рою вдається звільнитися й він знаходить Роккі мертвою: її жорстоко побили та зґвалтували. Після автомобільної аварії, в лікарні медсестра повідомляє, що його захворювання лікується.
Рой знаходиться за ґратами за кількома звинуваченнями. Адвокат боса говорить, що знає де живе маленька дівчина, тому її вб'ють, якщо буде давати свідчення не на їхню користь. Через 20 років на порозі стоїть молода жінка. Чоловік розповідає їй правду. На пляжі спогади наринули та Рой вирішує покінчити з собою, щоб знову зустрітися з Роккі.

## У ролях
| Актор           | Роль    |
| --------------- | ------- |
| Бен Фостер      | Рой     |
| Ель Феннінг     | Роккі   |
| Лілі Рейнгарт   | Тіффані |
| Адеперо Одує    | Лорейн  |
| Роберт Арамайо  | Трей    |
| Марія Вальверде | Кармен  |
| Бо Бріджес      | Стен    |
| C.K. МакФарланд | Ненсі   |

## Створення фільму

### Виробництво
Зйомки фільму проходили в Саванні, США.

### Знімальна група
- Кінорежисер — Мелані Лоран
- Сценарист — Нік Піццолатто
- Кінопродюсер — Тайлер Девідсон
- Композитор — Марк Шуарен
- Кінооператор — Арно Потьє
- Кіномонтаж — Геррік Катала, Джозеф Крінгс
- Художник-постановник — Ліза Маєрс
- Художник-декоратор — Тереза Стеблер
- Художник-костюмер — Лінетт Маєрс
- Підбір акторів — Керрі Барден, Пол Шні[4]

## Сприйняття

### Критика
Фільм отримав змішані відгуки. На сайті Rotten Tomatoes оцінка стрічки становить 71 % на основі  41 відгук від критиків (середня оцінка 6,4/10) і 53 % від глядачів із середньою оцінкою 3,3/5 (319 голосів). Фільму зарахований «стиглий помідор» від кінокритиків та «розсипаний попкорн» від глядачів, Internet Movie Database — 6,2/10 (5 760 голосів), Metacritic — 57/100 (17 відгуки критиків) і 5,8/10 (9 відгуків від глядачів).

### Номінації та нагороди
| Нагороди та номінації фільму «Галвестон» | Нагороди та номінації фільму «Галвестон» | Нагороди та номінації фільму «Галвестон» | Нагороди та номінації фільму «Галвестон» | Нагороди та номінації фільму «Галвестон» | Нагороди та номінації фільму «Галвестон» |
| Рік                                      | Кінофестиваль/кінопремія                 | Категорія/нагорода                       | Номінант                                 | Результат                                |                                          |
| ---------------------------------------- | ---------------------------------------- | ---------------------------------------- | ---------------------------------------- | ---------------------------------------- | ---------------------------------------- |
| 2018                                     | South by Southwest                       | За досягнення                            | Мелані Лоран                             | Номінація                                |                                          |
| 2018                                     | Міжнародний кінофестиваль у Торонто      | Гала презентації                         | Мелані Лоран                             | Номінація                                |                                          |